# Никон Великий
Ни́кон Вели́кий (Никон Печерський, Никон Тмутороканський, р. н. невід. — 23 березня 1088) — православний святий, преподобний, церковно-політичний діяч Київської Русі, літописець.

## Життєпис
Не пізніше 1058 поселився разом з Антонієм Печерським у печері на березі Дніпра. Никон був найпершим пострижеником прп. Антонія і мав сан священика, тому прп. Антоній доручав йому постригати братію в чернецтво. Його авторитет був дуже великий. Історик М. Д. Присєлков навіть висловив гіпотезу, згідно з якою під ім'ям Никона в печері переховувався колишній митрополит Київський Іларіон (1051—1054), що прийняв велику схиму.
Прп. Никон постригає в ченці двох знатних вельмож — боярського сина Варлаама і князівського управителя Єфрема. Це викликало гнів князя Ізяслава, який хотів ув'язнити Никона. Преподобний змушений був залишити монастир і у 1061 році піти в далеку Тмуторокань. Там він будує церкву Святої Богородиці й засновує монастир, який сучасники порівнювали з Києво-Печерським.
У 1068 (за іншими даними у 1066 році) повернувся у Києво-Печерський монастир, де користується великою повагою серед братії. Його постриженик, а тепер ігумен, Феодосій, доручав йому, разом із Стефаном, читати з книг проповіді братії. За відсутності Феодосія Никон заступав ігумена.
Під час Київського повстання 1068-69 як прихильник князя Ізяслава Ярославича знову був змушений залишити Київ і оселитися в Тмуторокані. Після повернення в Київ — ігумен Києво-Печерської Лаври (1078-88). За час ігуменства Никона був прикрашений мозаїкою і розписаний фресками Успенський собор.
Деякі вчені вважають, що він був автором продовження Київського літописного зведення 1037 і літописного Зводу 1073 — одного з джерел «Повісті минулих літ».
На думку ряду дослідників, Никон увів до літопису переказ про поєдинок тмутараканського князя Мстислава Володимировича з касозьким князем Редедею (1022), обробив т. зв. корсунську версію про хрещення князя Володимира Святославича, оповідання про три помсти княгині Ольги древлянам (946) та ін.
Згідно досліджень антропологів, преподобний Никон Великий помер у віці 55-60 років.

В акафісті всім Печерським преподобним про нього сказано: 
|  | «Радуйся, Никоне, Антонія перший благоговійний учень; радуйся, Феодосія в ділах благоговійних помічник і в душеспасаючих подвигах співпрацівник». |

## Мощі
Його мощі спочивають у Ближніх печерах. Збереглося зображення прп. Никона в монументальних розписах лаврських храмів.

## Пам'ять
Пам'ять 11 жовтня і 5 квітня.